# Course à obstacles
Ne doit pas être confondu avec Parkour, Parcours du combattant, Trail (course à pied), Cross-country, Saut d'obstacles ou Course d'obstacles.

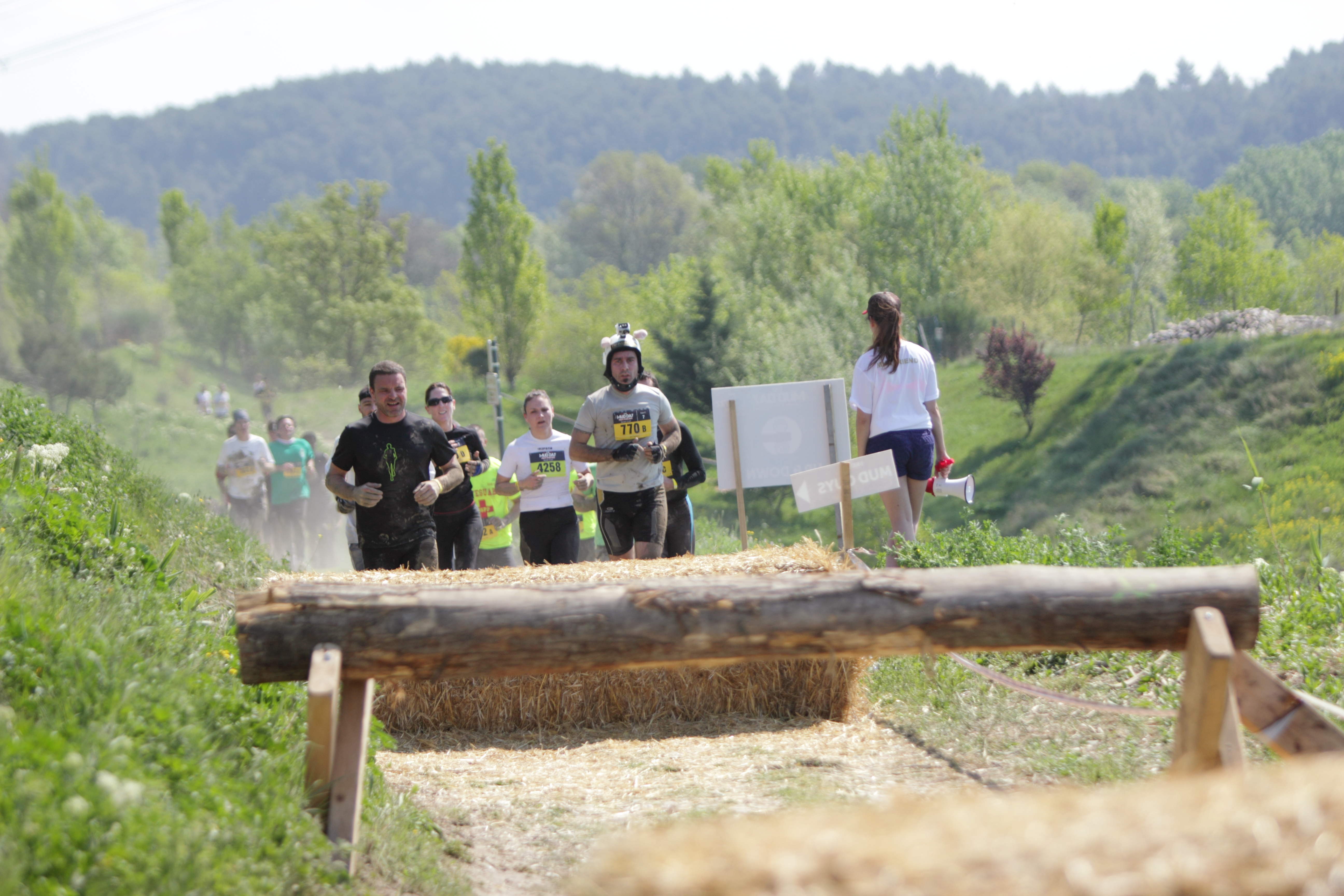
Participants au Mud Day à Aix-en-Provence (France) en 2014 à l'approche d'une épreuve du parcours.

Une course à obstacles est un type d'épreuve sportive de course à pied comportant une distance de plusieurs kilomètres à parcourir le long de laquelle sont disposés des obstacles à franchir du type « parcours du combattant ».
Ce concept est proposé par de nombreuses franchises qui conçoivent et organisent les courses : La Frappadingue, The Mud Day, Warrior Dash (en), Spartan Race (en), So Mad, Tough Mudder (en), GotBalls, la Ruée des Fadas etc.

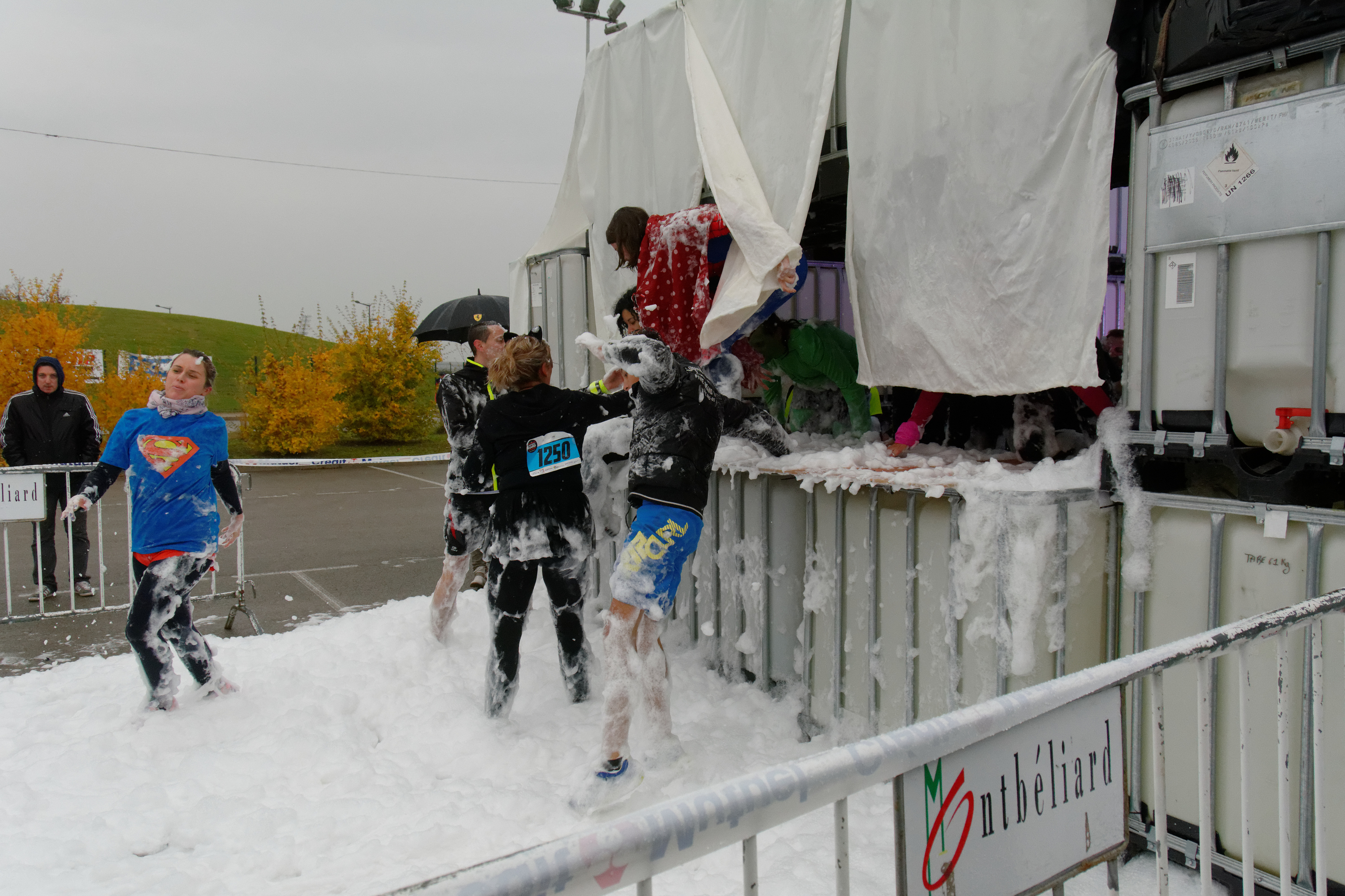
Sortie d'un bac à mousse, à la Montbéli'Hard, à Montbéliard.

## Concept
Le parcours comporte une distance de plusieurs kilomètres, généralement de l'ordre de la dizaine, parfois jusqu'à plus de vingt, que les participants doivent effectuer afin de valider l'épreuve. Sur ce parcours sont aménagés des obstacles inspirés de ceux des parcours du combattant : murs, filets, barbelés, montagnes de boue, etc. Certaines courses proposent des obstacles originaux tels que des ponts de singe (frappadingue), des dark rooms, des fils électriques, etc. dont le but est de déstabiliser encore plus les participants, notamment sur le plan psychologique. Typiquement, aucun franchissement d'obstacle n'est obligatoire si un participant n'a pas la force physique ou mentale ; il peut alors le contourner, parfois en effectuant une pénalité comme une série de burpees, de pompes, ou un tour de course supplémentaire.
Le chronométrage des courses est fréquent mais hormis pour certaines catégories, il n'y a pas de temps limite pour finir la course tant que la ligne d'arrivée est franchie dans un délai raisonnable (la tombée de la nuit est une heure butoir commune).
Les valeurs véhiculées sont généralement le dépassement de soi, qu'il soit physique ou mental, l'entraide ou encore l'amusement.

## Histoire
Le concept a été créé au Royaume-Uni en 1987, mais ce n'est qu'en 2010 que ces courses se développent avec, notamment, la création de Tough Mudder, Warrior Dash et Spartan Race. Lancées aux États-Unis, des épreuves sont rapidement organisées en Europe, puis dans le reste du monde au fil des éditions et la création d'autres franchises.
L'épreuve de saut d'obstacles à cheval du pentathlon moderne, qui a existé jusqu'aux Jeux olympiques d'été de Paris de 2024, sera remplacée pour la prochaine édition olympique de Los Angeles en 2028, par un parcours pédestre avec obstacles.